# Tobie Donovan
Tobie Donovan, född 11 juni 2002 i Bath i England, är en brittisk skådespelare. Han är känd för sin roll som Isaac Henderson i Netflix-serien Heartstopper (2022).

## Biografi
Donovan utbildade sig till skådespelare vid Bath Academy Theatre.